# کو جی جین
کو جی جین (انگلیسی: Cho Jae-jin؛ زادهٔ ۹ ژوئیهٔ ۱۹۸۱) یک بازیکن فوتبال اهل کره جنوبی است.
وی همچنین در تیم‌های ملی فوتبال کره جنوبی کره جنوبی کره جنوبی بازی کرده‌است.